# Dunlop Manufacturing

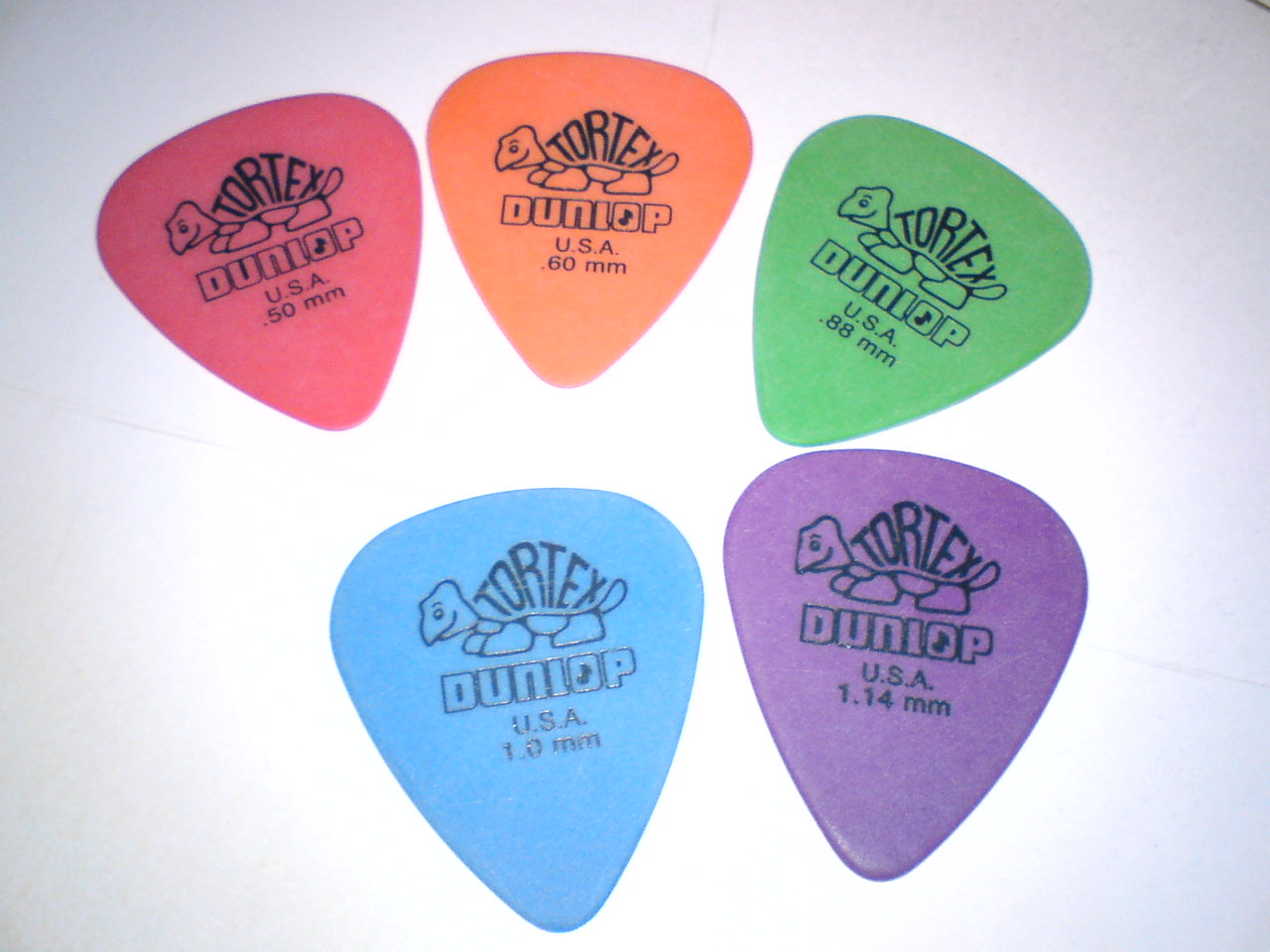
Dunlop Plektren

Dunlop Manufacturing, besser bekannt unter dem Namen Jim Dunlop, ist ein 1964 gegründetes US-amerikanisches Unternehmen aus Benicia, das Zubehör für Gitarren und E-Bässe herstellt. Neben Effektgeräten wie dem bekannten Wah-Wah-Pedal Dunlop Cry Baby und den Modulen der Rockman-Serie stellt das Unternehmen u. a. auch Kapodaster und Plektren, z. B. aus dem Kunststoff Delrin („Tortex“) her.
Im Jahr 2001 kaufte Dunlop von der Firma ART die Rechte an der Effektgerätemarke MXR und konnte sein Programm um weitere Produkte im Bereich Bodeneffekte für Gitarre und Bass erweitern. Seit 2006 stellt Dunlop auch Gitarren- und Basssaiten her.